# 丁德爾河

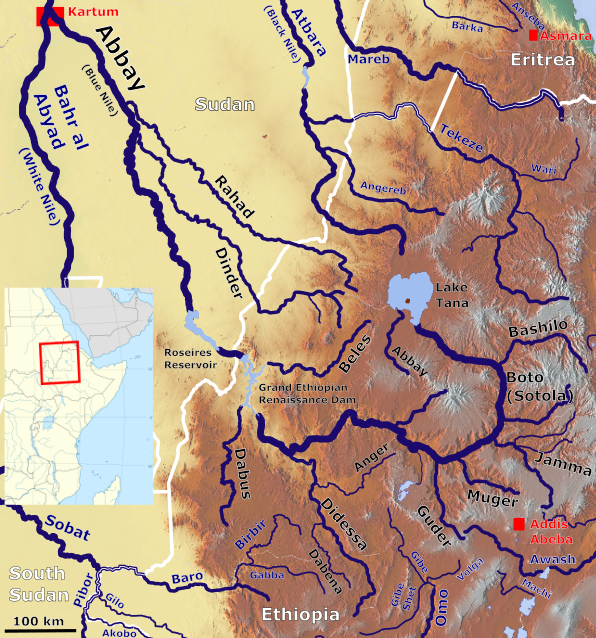

丁德爾河是非洲的河流，流經埃塞俄比亞和蘇丹，屬於青尼羅河的支流，河道全長480公里，發源自埃塞俄比亞高原的塔納湖以西。